# Aesopia
Aesopia cornuta es una especie de lenguado originaria de los océanos Índico y Pacífico occidental. Esta especie puede crecer hasta una longitud de 25 centímetros (9,8 pulgadas). Esta especie es la única conocida miembro de su género.
- Datos: Q2528893